# اوبر گویار
اوبر گویار (فرانسوی: Hubert Guyard‎) دوچرخه‌سوار اهل فرانسه بود.  وی در بازی‌های المپیک تابستانی ۱۹۲۸ شرکت کرده است.